# Jasna Tošković
Jasna Tošković (ur. 16 marca 1989 w Titogradzie) – czarnogórska szczypiornistka od 2 sierpnia 2012 do 21 maja 2013 reprezentująca klub Issy-Paris Hand, z którym wygrała Ligę Mistrzów w sezonie 2012/2013. 21 maja 2013 podpisała roczny kontrakt z HAC Handball. Brała udział w mistrzostwach świata w 2011, jednakże nie znalazła się w składzie na igrzyska olimpijskie rok później (była rezerwową). Wygrała mistrzostwa Europy w 2012